# Saison 2017 de l'équipe cycliste FixIT.no
La saison 2017 de l'équipe cycliste FixIT.no est la quatrième de cette équipe.

## Préparation de la saison 2017

### Arrivées et départs
| Arrivées              | Équipe 2016 |
| --------------------- | ----------- |
| Marius Blålid         |             |
| Matti Manninen        | Bliz-Merida |
| Elias Angell Spikseth |             |

| Départs         | Équipe 2017 |
| --------------- | ----------- |
| Adrian Gjølberg | Retraite    |

## Coureurs et encadrement technique

### Effectif
| Cycliste                | Date de naissance | Nationalité | Équipe 2016 |  |
| ----------------------- | ----------------- | ----------- | ----------- |  |
| Marius Blålid           | 23 janvier 1993   | Norvège     |             |  |
| Jon Sæverås Breivold    | 19 février 1995   | Norvège     | FixIT.no    |  |
| Ken-Levi Eikeland       | 9 octobre 1994    | Norvège     | FixIT.no    |  |
| Sindre Eid Hermansen    | 17 septembre 1993 | Norvège     | FixIT.no    |  |
| Andreas Skæjlo Jacobsen | 16 juillet 1996   | Norvège     | FixIT.no    |  |
| Jan William Jensen      | 9 février 1994    | Norvège     | FixIT.no    |  |
| Åsmund Romstad Løvik    | 1er mai 1989      | Norvège     | FixIT.no    |  |
| Kristoffer Madsen       | 6 juin 1996       | Norvège     | FixIT.no    |  |
| Matti Manninen          | 20 juillet 1992   | Finlande    | Bliz-Merida |  |
| Henrik Sandal           | 30 juillet 1995   | Norvège     | FixIT.no    |  |
| Elias Angell Spikseth   | 10 juillet 1990   | Norvège     |             |  |
| Bjørnar Øverland        | 19 août 1995      | Norvège     | FixIT.no    |  |

## Bilan de la saison

### Victoires
| Date | Course | Pays | Classe | Vainqueur |
| ---- | ------ | ---- | ------ | --------- |